# Шихауи, Яссин
Ясси́н Шиха́уи (араб. ياسين الشيخاوي‎; род. 22 сентября 1986, Радес, Тунис) — тунисский футболист, игравший на позиции атакующего полузащитника.

## Футбольная биография

### Клубная
Играть в футбол учился в команде родного города. Потом играл за «Этуаль дю Сахель — U19». C 2004 года был игроком основного состава «Этуаль дю Сахель». Провел в команде 3 сезона. Стал самым юным капитаном в истории команды — ему не исполнилось и 20 лет.
Игрок обратил на себя внимание скаутов швейцарского клуба «Цюрих». Летом 2007 года за 1,9 миллиона евро перешёл в Швейцарскую Суперлигу. Дебютировал в матче против «Базеля» 22 июля 2007 года. Первый гол — 26 июля 2007 года в ворота «Люцерна». Играл в матчах Лиги чемпионов и Кубка УЕФА.
В зимнее трансферное окно 2007/08 в его услугах были заинтересованы крупные европейские клубы. Такие, как «Ювентус» и «Спартак», «Арсенал», «Лион» и «Герта».
2 марта 2008 года в матче против «Грассхоппера» получил серьёзную травму коленной чашечки.
Яссин смог выступать за клуб в апреле 2009 года. В июне вновь травмировался. На поле вышел в марте 2010 года. В конце апреля имел проблемы с отводящей мышцей — не играл 2 недели.
11 августа 2010 года, в отборочном матче кубка африканских наций против сборной Чада, был травмирован — перелом большеберцовой кости. Футболист не сможет играть до конца апреля 2011 года.

### Сборная Туниса
За сборную выступает с 2006 года. Дебютировал 2 июня 2006 года в товарищеском матче против Уругвая.
Участник Чемпионата мира 2006 года. Провёл одну игру против Саудовской Аравии.
Играл в финальной стадии Кубка африканских наций 2008 года. Яссин отличился в матче четверьтьфинала против Камеруна, который тунисцы проиграли 2:3 в дополнительное время.

## Достижения

### Командные
- Победитель Лиги чемпионов КАФ 2007 года
- Обладатель Кубка Конфедерации КАФ 2006 года
- Двукратный чемпион Швейцарии сезонов 2006/07, 2008/09
- Бронзовый призёр чемпионата Швейцарии сезона 2007/08
- Чемпион Туниса 2006/07
- Финалист Суперкубка КАФ 2006 года

### Личные
- Лучший игрок чемпионата Туниса 2006 года